# HUNOR Mentőszervezet
A HUNOR mentőszervezet a nemzetközi segítségnyújtásban Magyarország hivatalos mentőcsapataként (angol elnevezése: Hungarian National Organisation for Rescue Services, rövidítése: HUNOR) jött létre.

## Történet
A HUNOR Mentőszervezet Megalakítási Terve és Működési Rendje 2011. november 15-én lett jóváhagyva, amely 2023. november 29-én lett megújítva.
A Belügyminisztérium Országos Katasztrófavédelmi Főigazgatóság irányításával 2012. július 15-én, vasárnap ünnepélyes keretek között alakult meg Magyarország hivatalos katasztrófavédelmi mentőcsapata. A Budavári Palota Oroszlános udvarában került sor a HUNOR Mentőszervezet megalapításának ünnepségére.
Az eredeti elképzelések szerint a HUNOR Hivatásos Katasztrófavédelmi Nehéz Városi Kutató és Mentő Szolgálat központi rendeltetésű – az ország veszélyeztetettségének megfelelően létrehozott – a hazai és a nemzetközi segítségnyújtásban bevethető mentőszervezet. Az ENSZ INSARAG (Nemzetközi Kutatás és Mentési Tanácsadó Csoport) terminológiája szerint, miként elnevezésében is benne van: ”nehéz városi kutató és mentő csapat”, nemzetközi meghatározása angolul: Heavy Urban Search and Rescue (USAR) Team. A cél: egy itthon és külföldön egyaránt bevethető, profi szakemberekből álló mentőcsapat létrehozása.
A 2011. évi CXXVIII. katasztrófavédelmi törvény végrehajtásáról szóló 234/2011. (XI. 10.) Kormány rendelet 67. §-a szerint „Magyarország hivatalos mentőcsapata a HUNOR Mentőszervezet. A központi rendeltetésű mentőszervezet az ország veszélyeztetettségének megfelelően létrehozott, a hazai és a nemzetközi segítségnyújtásban bevethető szervezet”.
Amikor 2012-ben a HUNOR létrejött, akkor 210 főt számlált. A HUNOR Hivatásos Katasztrófavédelmi Mentőszervezet a hazai katasztrófavédelem elit egysége, Magyarország kormányzati mentőcsapata. Hivatásos nehéz kutató-mentő mentőszervezet, amelynek tagjai speciális mentési képességekkel bírnak, és számos esetben küzdöttek már meg az áradó vízzel vagy a rendkívüli időjárás okozta veszélyekkel. A mentőszervezet tagjai arra esküdtek fel, hogy a természeti és civilizációs katasztrófák elleni védekezésben legjobb tudásuk szerint vegyenek részt bárhol a világon, küldetésük során az emberi életet és méltóságot mindenkor tiszteletben tartva a bajba jutottak szolgálatára legyenek, és ettől semmilyen módon el ne téríthessék őket.
A világon elsőként ENSZ INSARAG minősítést a HUNOR elődje, a Fővárosi Központi Rendeltetésű Mentőszervezet szerzett, 2005-ben nehéz kategóriájú csapatként szerezték meg a minősítést. 2012 októberében Magyarország ismét mentőcsapatokat minősíttetett, hiszen a HUNOR az FKRMSZ utódjaként megszerezte a nehéz kategóriát és megújította a minősítését. A második újraminősítésére 2017 májusában került sor Hajdúszoboszlón.
Ennek megfelelően számos esetben avatkoztak már be hazai hóhelyzet, árvíz, romok alóli kutató-mentés, nemzetközi segítségnyújtás folyamán is, amikor Szerbiában nyolc, Törökországban tizenhét ember életét mentették meg. A HUNOR Mentőszervezet (USAR rövidítése: HUN-01) nehéz ENSZ INSARAG minősítésű mentőcsapat, megfelel a nemzetközi elvárásoknak és bárhol bevethető a világon, amelyet harmadik alkalommal újított meg 2024 októberében.
A magyar mentőszervezet fotója szerepel az ENSZ Humanitárius Ügyek Koordinációs Irodája (OCHA) által készített, a 2024-es évet bemutató kiadvány borítóján. A magyar HUNOR Hivatásos Katasztrófavédelmi Mentőszervezet teljesítményének elismeréseként a csapat legutóbbi újraminősítésén készült egyik fotót tette az ENSZ OCHA az éves összefoglaló kiadványa címlapjára. A kiadvány az ENSZ INSARAG valamennyi partnerországába eljutott, a címlapfotót egy önkéntes, Supák Sándor készítette.
Az ENSZ INSARAG minősítési rendszer 20 éves évfordulójára az ENSZ OCHA kérésére Magyarország emlékkiadványt készített, amelyben Magyarországnak megkülönböztetett szerepet szántak, miután a HUNOR Mentőszervezet 2024-ben már harmadszor minősíttette magát újra sikeresen. A 2025 márciusában elkészített elektronikus kötet bemutatja a nemzetközi városi kutatási-és mentési műveletek szakmai szabályozásának elmúlt húsz évét, egyúttal foglalkozik a fejlődés lehetséges irányaival is.
Az ENSZ INSARAG Titkárságának felkérésére a Humanitárius Hálózatok és Partnerségek Hetén 2025. március 24-27. napokon az ENSZ Irányító Bizottsági ülésnek is otthont adó genfi CICG a központban a HUNOR Mentőszervezet kiállítás formájában mutatkozhatott be. ”Minőségi szabványok a hatékony válaszadáshoz, életmentéshez” című panelbeszélgetésen Dr. Jackovics Péter tűzoltó ezredes, főosztályvezető mint a HUNOR Mentőszervezet parancsnoka osztotta meg tapasztalatait spanyol, brit és japán paneltársaival a 10 éves WHO és a 20 éves INSARAG minősítési eljárásainak hozzáadott értékéről, mind a saját csapatra, mind pedig a más nemzetközi csapatokkal történő együttműködésről 184 résztvevő jelenlétében.
EU Polgári Védelmi Önkéntes Eszköztárba a HUNOR Mentőszervezet 2025. január 16-val bekerült.

## Bevetések
| Helyszín             | Katasztrófa típusa                                        | Időpont                   | Megmentett/felkutatott személyek száma               |
| -------------------- | --------------------------------------------------------- | ------------------------- | ---------------------------------------------------- |
| Törökország, Antakya | földrengés A HUNOR Mentőszervezet bevetése Törökországban | 2023. február 6-12.       | 17 fő élő személy kimentése, 29 fő elhunyt kiemelése |
| Szerbia, Obrenovac   | árvíz Idős embereket és háziállatokat is mentett a HUNOR  | 2014. május 24-június 04. | 6 fő kimentett                                       |
| Magyarország         | házrobbanás Óbudai robbanás: erre utalnak a romok         | 2013. augusztus 7-8.      | 2 fő kiemelése                                       |
| Magyarország         | árvíz Nyolc műveleti nap Győrújfalutól Hódunáig           | 2013. június 3-13.        | ---                                                  |
| Magyarország         | rendkívüli hóhelyzet                                      | 2013. március 15-18.      | ---                                                  |

## Gyakorlatok
| Gyakorlat neve                              | Helyszín, ország és város    | Időpontja, év |
| ------------------------------------------- | ---------------------------- | ------------- |
| EU-MODEX (tervezet)                         | Dánia                        | 2026          |
| GrimpDay                                    | Svájc, Genf                  | 2025          |
| Harmadik ENSZ INSARAG újraminősítés         | Magyarország, Hajdúszoboszló | 2024          |
| Árvízi mentési bemutató (EU soros elnökség) | Magyarország, Budapest       | 2024          |
| GrimpDay                                    | Belgium, Namur               | 2024          |
| Kazspas                                     | Kazahsztán                   | 2023          |
| GrimpDay                                    | Belgium                      | 2021          |
| Bányamentés                                 | Magyarország, Mátraszentimre | 2020          |
| GrimpDay                                    | Franciaország                | 2020          |
| GrimpDay Asia                               | Kína                         | 2019          |
| SRBIJA tűzoltási                            | Szerbia                      | 2019          |
| “Vigorous Warrior” NATO                     | Románia, Bukarest            | 2019          |
| NATO SRBIJA                                 | Szerbia                      | 2018          |
| Második ENSZ INSARAG újramiősítés           | Magyarország, Hajdúszoboszló | 2017          |
| EU-MODEX                                    | Portugália                   | 2017          |
| EUR-15                                      | Egyesült Királyság, London   | 2016          |
| EU-MODEX                                    | Dánia, Tinglev               | 2015          |
| Árvízi                                      | Szerbia                      | 2014          |
| EU-MODEX                                    | Olaszország, Velence         | 2013          |
| Első ENSZ INSARAG újraminősítés             | Magyarország, Hajdúszoboszló | 2012          |
| NATO CODRII                                 | Moldova                      | 2011          |
| EU CARPATEX                                 | Lengyelország                | 2011          |
| EU DANUBIUS                                 | Románia                      | 2009          |
| EU-HUNEX Decathlon                          | Magyarország, Lilafüred      | 2009          |
| EU-HUROMEX                                  | Magyarország, Gyula, Szolnok | 2008          |
| EULUX                                       | Luxemburg                    | 2007          |
| NATO IDASSA                                 | Horvátország                 | 2007          |
| EU-DANEX                                    | Dánia, Tinglev               | 2006          |
| ENSZ INSARAG minősítés (a világon először)  | Magyarország, Lenti          | 2005          |

## Parancsnokok
| Ideje     | Szervezet                                               | Név |
| --------- | ------------------------------------------------------- | --- |
| 1998-2011 | FKRMSZ Az önkéntes közreműködés a katasztrófavédelemben | Mindenkori FPVI igazgató-helyettes (teljes alkalmazás esetén): Somogyi Gyula pv. alezredes, Tatorján István pv. ezredes. Részleges alkalmazás esetén, az FPVI mentésirányító csoportvezetője, 2005-ig Zara Pál pv. alezredes, 2005-2007. években Habuda László pv. alezredes, majd 2007-2012. években Garaguly István tű. alezredes.                                                                           |
| 2011-     | HUNOR                                                   | "a HUNOR Hivatásos Katasztrófavédelmi Mentőszervezet működtetéséről és alkalmazásáról" szóló mindenkor hatályos BM OKF Intézkedés szerint: "4. A Mentőszervezet szakmai irányítását a BM OKF Veszélyhelyzet-kezelési Főosztály vezetője útján az országos polgári védelmi főfelügyelő látja el". Főfelügyelő: Dr. Tóth Ferenc tű. dandártábornok Főosztályvezető (parancsnok): Dr. Jackovics Péter tű. ezredes |

## Fotó

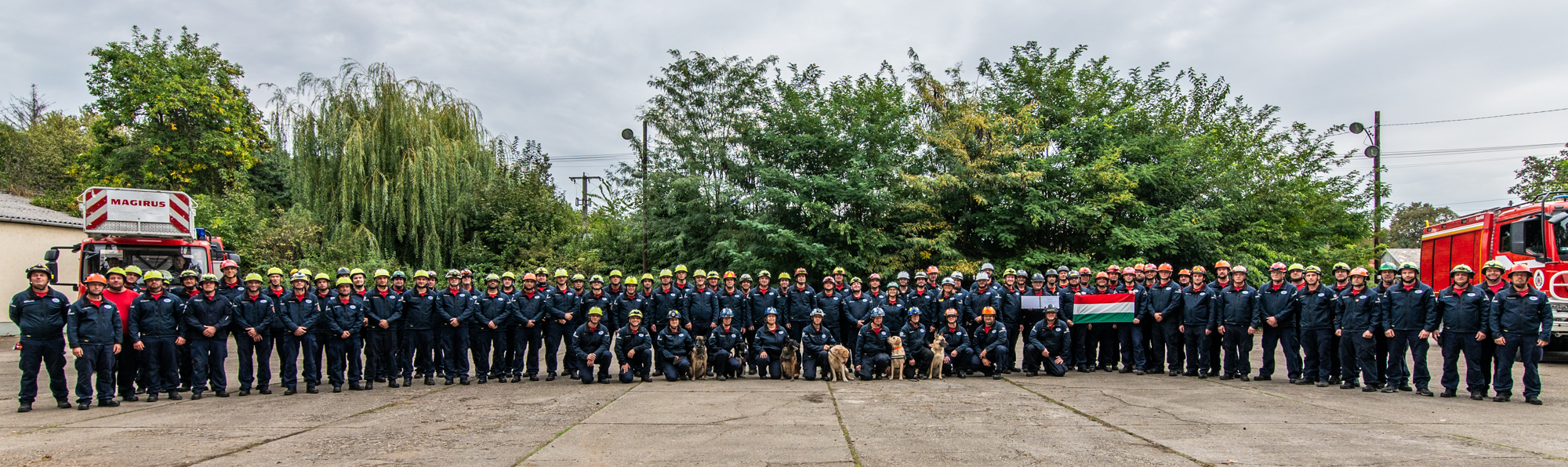